# Tanyproctus nitidus
Tanyproctus nitidus är en skalbaggsart som beskrevs av Rudolph Petrovitz 1968. Tanyproctus nitidus ingår i släktet Tanyproctus och familjen Melolonthidae. Inga underarter finns listade i Catalogue of Life.